# Yonagusuku Chōki
Yonagusuku Ōji Chōki (与那城 王子 朝紀) (? – ?) aussi connu sous son nom de style chinois Shō Injō (尚 允譲), est un prince et sessei du royaume de Ryūkyū de 1861 à 1872.